# Hasse Pavia Lind
Hasse Pavia Lind (10 de junio de 1979) es un deportista danés que compitió en tiro con arco, en la modalidad de arco recurvo. Ganó dos medallas en el Campeonato Europeo de Tiro con Arco al Aire Libre de 2004, plata individual y bronce en la prueba de equipo.

## Palmarés internacional
| Campeonato Europeo al Aire Libre | Campeonato Europeo al Aire Libre | Campeonato Europeo al Aire Libre | Campeonato Europeo al Aire Libre |
| Año                              | Lugar                            | Medalla                          | Prueba                           |
| -------------------------------- | -------------------------------- | -------------------------------- | -------------------------------- |
| 2004                             | Bruselas (Bélgica)               | Medalla de plata                 | Individual                       |
| 2004                             | Bruselas (Bélgica)               | Medalla de bronce                | Equipo                           |